# بلیدر (فیلم)
بلیدر یک فیلم در سبک درام جنایی دانمارکی در سال ۱۹۹۹ است که توسط نیکلاس ویندینگ رفن، تولید و کارگردانی شده است. این فیلم در دانمارک موفق بود، اما موفقیت فیلم قبلی رفن، موادفروش را ادامه نداد.

## بازیگران
- کیم بودنیا - لئو
- مدس میکلسن - لنی
- ریکی لوئیز اندرسون - لوئیز
- لووینو ینسن - لوئیس
- لیو کورفیکسن - لئا
- زلاتکو بوریچ - کیتجو
- کلاوس فلیگاره - جو
- مارکو زکیویچ - مارکو
- گوردانا رادوساولاویچ - میکا
- دوسان زکوویچ - دوسان
- اوله آبلیدگارد - مشتری فروشگاه ویدیو
- کارستن شرودر - روود
- اسون اریک اسکالاند لارسن - اسوند

## لینک‌های اضافی
- Bleeder در بانک اطلاعات اینترنتی فیلم‌ها (IMDb)